# Adolph Godeffroy

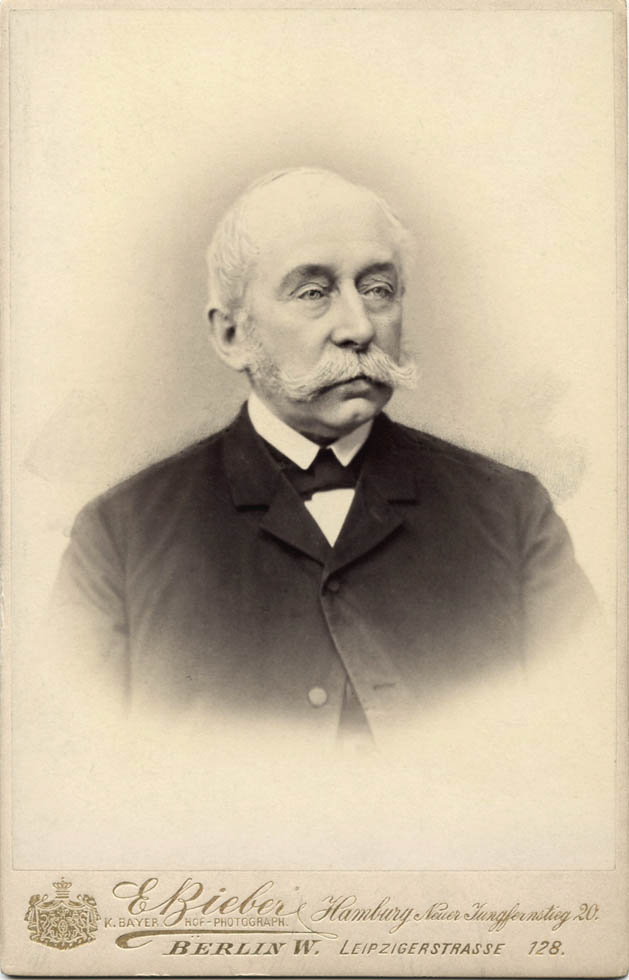
Adolph Godeffroy, Carte Cabinet, E. Bieber, Hamburg um 1890

Adolph Godeffroy (* 28. November 1814 in Hamburg; † 13. Dezember 1893 ebenda) war ein Hamburger Kaufmann, Abgeordneter der Hamburgischen Bürgerschaft, Mitbegründer der Reederei HAPAG und deren erster Vorsitzender.

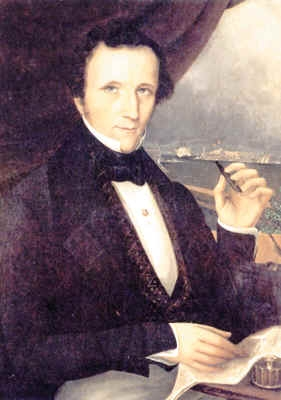
Godeffroy um 1860

## Leben
Adolph Godeffroy besuchte die Bürgerschule des Katharineum zu Lübeck sowie zeitweise eine Schule in der Schweiz. Seine kaufmännische Ausbildung machte er bei Parish & Co. Der Inhaber Richard Parish (1776–1860) war mit Susanne Godeffroy verheiratet, Tochter von Peter Godeffroy, einem Bruder seines Großvaters. Adolph wurde 1837 von seinem Vater Johan Cesar Godeffroy (1781–1845) für die Firma Joh. Ces. Godeffroy & Sohn nach Havanna geschickt, um dort eine Niederlassung unter dem Namen Godeffroy & Sohn aufzubauen. Er war dort vor allem mit dem Einkauf von Zucker und Kaffee befasst. Bis zum Tod des Vaters 1845 war er in Kuba tätig und kehrte dann nach Hamburg zurück. Sein älterer Bruder Cesar (1813–1885) hatte bereits die Leitung der väterlichen Firma übernommen. Auch sein jüngerer Bruder Gustav (1817–1893) war Teilhaber der Firma geworden. Adolph Godeffroy erlangte 1845 für Joh. Ces. Godeffroy & Sohn Prokura, wurde aber kein Teilhaber. Am 2. Januar 1846 wurde Adolph Godeffroy Hamburger Bürger.
Durch seine Erfahrungen in Amerika erkannte Adolph Godeffroy, dass ein Bedarf an einer regelmäßigen Schiffsverbindung nach Nordamerika bestand. Er gründete daher zusammen mit anderen Hamburger Kaufleuten am 27. Mai 1847 die Hamburg-Amerikanische Packetfahrt-Actien-Gesellschaft. Im darauffolgenden Jahr wurde er zum Vorsitzenden des Verwaltungsrates gewählt und übernahm damit auch die geschäftliche Führung. Nach 32 Jahren in dieser Position trat er 1880 zurück.
Am 1. Mai 1847 nahm Adolph Godeffroy an einer Sitzung eines „provisorischen Comités zur Vorberathung einer in Hamburg zu begründenden Universität“ teil. Er wurde Mitglied einer Kommission, die Ende Juli einen Bericht über Möglichkeiten der Umsetzung vorlegte. Nachdem Ende August in den Hamburger Nachrichten ein mehrspaltiger Beitrag erschienen war, der mit den Buchstaben „O.O.“ signiert war und dem Plan eine Absage erteilte, wurde das Vorhaben nicht weiter verfolgt.
1848 trat er in die Direktion der Electro–Magnetischen Telegraphen–Compagnie ein. Sie betrieb als Nachfolgerin des Hamburg Altonaer Telegraph einen Schiffsmeldedienst.
Ab 1852 gehörte Adolph Godeffroy der Commerzdeputation an, die er im Jahre 1858 als Präses leitete. Zusätzlich war er in verschiedenen Deputationen ehrenamtlich tätig. Von 1859 bis 1867 war er Mitglied der Hamburgischen Bürgerschaft.
Adolph Godeffroy gehörte zu den Begründer der Seemannsschule auf Steinwerder, die am 1. Dezember 1862 ihre Lehrtätigkeit aufgenommen hatte.

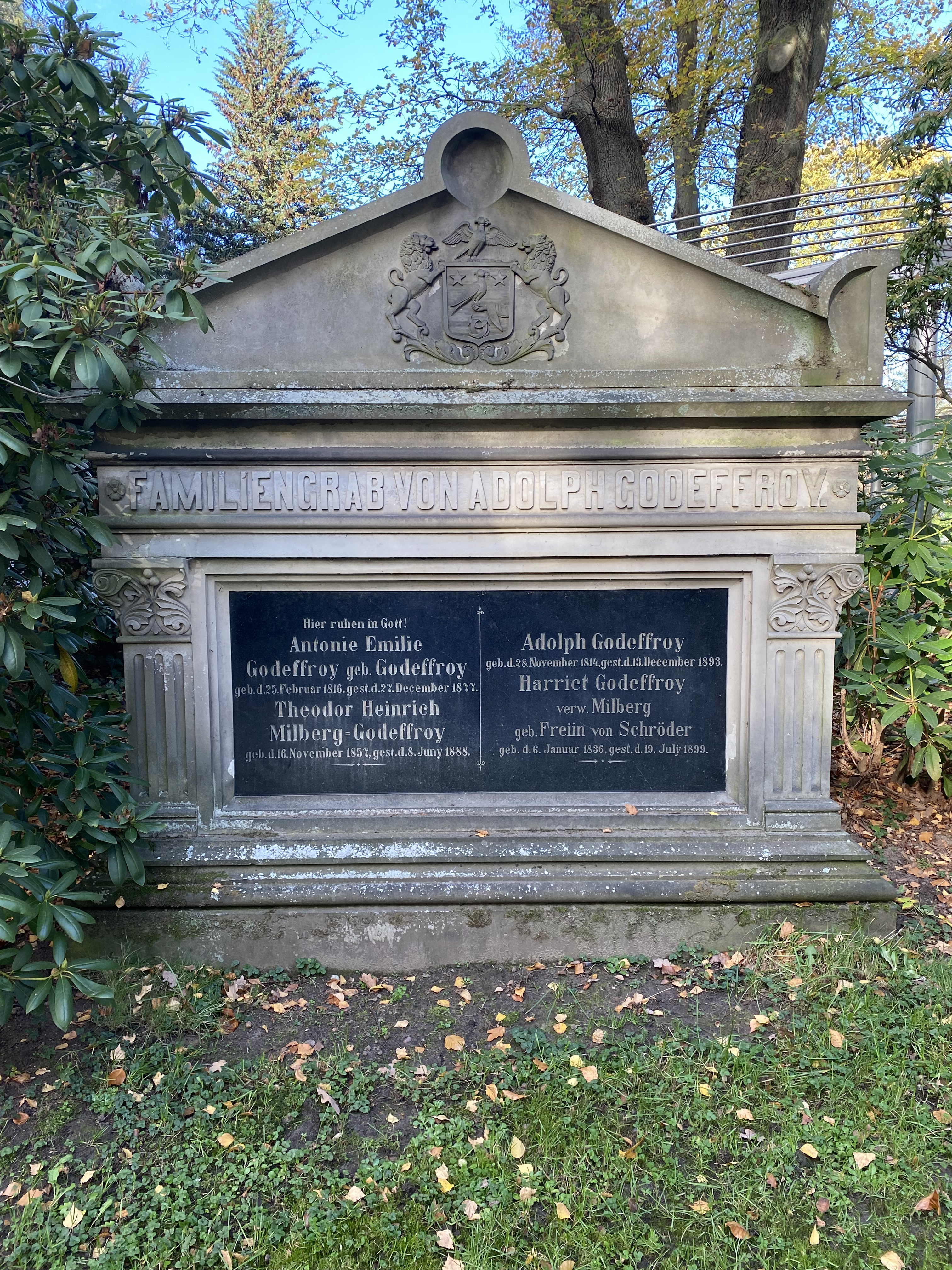
Grabstätte auf dem Alten Niendorfer Friedhof

Im August 1863 wurde Adolph Godeffroy als Nachfolger des verstorbenen Ernst Merck zum Vorsitzender des „Hamburgische Verein zur Rettung Schiffbrüchiger“ gewählt. Der Verein war im August 1861 gegründet worden und ging im Mai 1865 in der Deutschen Gesellschaft zur Rettung Schiffbrüchiger auf.
Er wirkte als Nachfolger seines Bruders Gustav von 1854 bis 1857 als Diakon der französisch-reformierte Gemeinde in Hamburg,  von 1859 bis 1861 und 1865 und 1866 als Ältester.
Von 1849 bis 1851 war Adolph Godeffroy Mitglied der „Militair-Commision“; 1851 deren Präses. Im Bürgermilitär war er Mitglied der Kavallerie, ab 7. Juli 1853 als Oberleutnant, 1855 als Rittmeister.
Adolph Godeffroy war von 1854 bis Ende Januar 1868 Präsident des Hamburger Renn-Clubs. Während seiner Amtszeit fand die Umbenennung des 1852 gegründeten „Hamburg-Lokstedter Renn-Club“ in „Hamburger Renn-Club“ und der Umzug 1855 auf die „Hamburger Rennbahn“ nach Horn statt.
Adolph Godeffroy hatte am 20. Juli 1839 Antonine Emelie Godeffroy (1816–1877), seine Cousine zweiten Grades, geheiratet. Nach ihrem Tod heiratete er 1879 Harriet Milberg (1836–1899). Sie war eine Tochter von Johann Heinrich Schröder und mit Theodor Milberg (1826–1868) verheiratet gewesen. Gemeinsam erneuerten sie den Landschaftspark Hohenstein.
Das Grab von Adolph Godeffroy liegt heute auf dem Alten Niendorfer Friedhof in Hamburg. Er wurde von einem anderen Friedhof umgebettet.

## Darstellungen
- Adolph Godeffroy (Halbfigur nach rechts) von E. Piani (?) Öl auf Leinwand, 87,2 × 68,9 cm, 1839. In Gisela Jaacks: Gesichter und Persönlichkeiten, Museum für Hamburgische Geschichte, Hamburg 1992, S. 168.
- Adolph Godeffroy (Kniestück nach rechts) von Carl Johann Lasch (1822–1888), Öl auf Leinwand, 121,7 × 101,7 cm, 1882. In Gisela Jaacks: Gesichter und Persönlichkeiten, Museum für Hamburgische Geschichte, Hamburg 1992, S. 143.